# خالد أبو صلاح
خالد أبو صلاح ناشط سياسي من أبناء محافظة حمص، يعد أحد أبرز وجوه الثورة السورية في مدينة حمص وبالتحديد في حي بابا عمرو. له تواصل مع قنوات التلفزة العربية المهتمة بالشأن السوري كالجزيرة والعربية وكذلك كان وجها بارزا في التواصل مع مراقبي البعثة العربية في سوريا كما أنه عضو بارز في لجان التنسيق الثورية. أصيب يوم 6 فبراير 2012 في قصف صاروخي شنه الجيش السوري على حي بابا عمرو كما اغتيل شقيقه قبلها بعدة أيام في نفس الحي.
شارك في 1 يوليو 2012 في مؤتمر الأمة الإسلامية لنصرة الشعب السوري في إسطنبول وألقى فيها كلمة. ثم ظهر بعد ذلك في مؤتمر أصدقاء سوريا الثالث المنعقد في فرنسا في 6 يوليو من نفس العام.

## إحالات
1. ↑  اغتيال شقيق الناشط خالد أبو صلاح في حمص. نسخة محفوظة 20 ديسمبر 2013 على موقع واي باك مشين.